# Desgarrador de senos

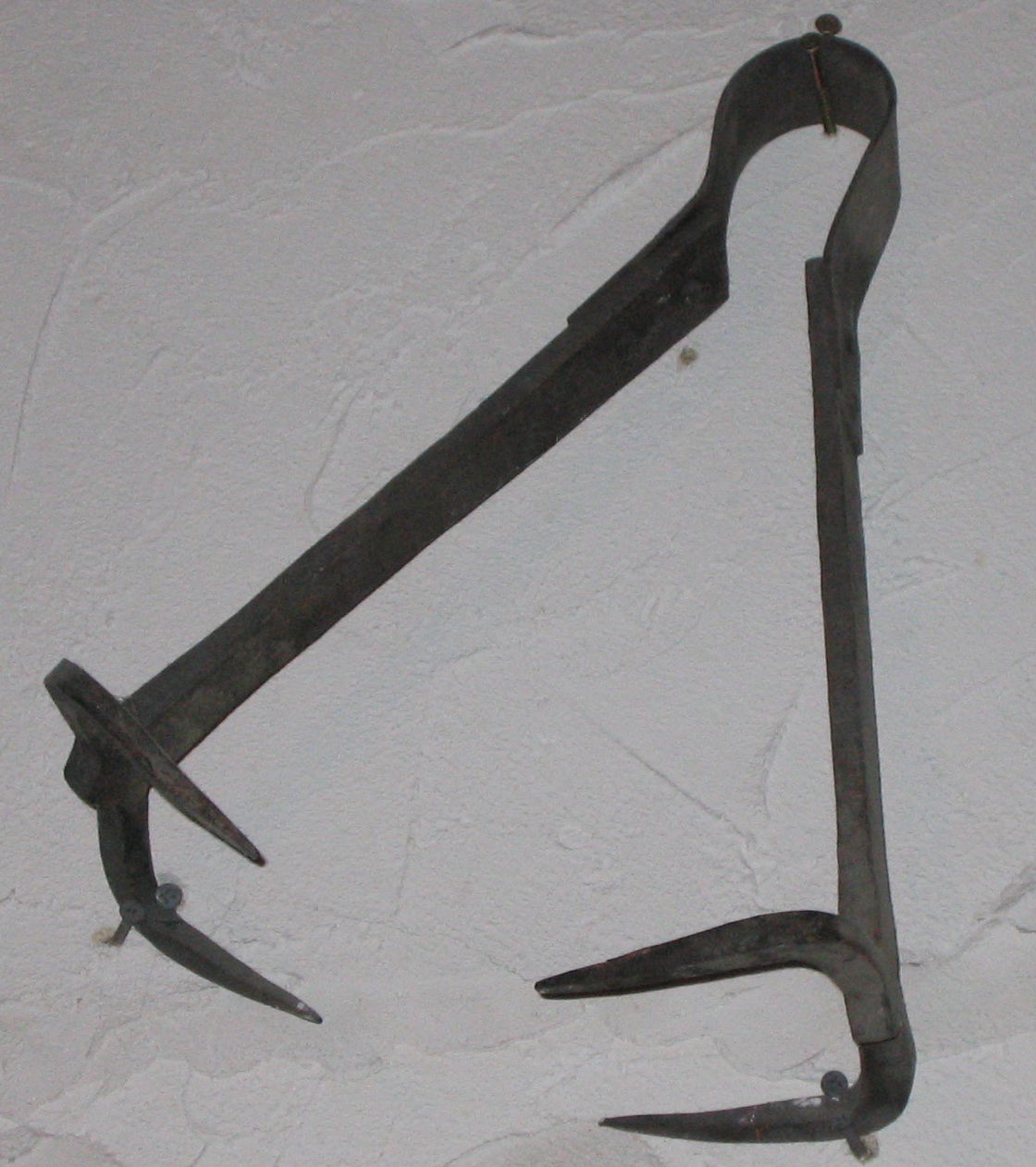
Desgarrador de senos, en el Museo de Tortura de Friburgo de Brisgovia (Freiburg im Breisgau), Alemania.

El desgarrador de senos es un instrumento de tortura con forma de tenaza acabado en cuatro afiladas puntas, utilizado ya durante el Imperio romano y posteriormente por la Inquisición en Europa.
La tortura consistía en aplicar las cuatro puntas estando al rojo vivo o frías sobre los senos, desgarrándolos.
Los lugares donde más uso se hizo, aunque en diferentes épocas, fueron algunas regiones de Francia y Alemania hasta el siglo XVIII.
Aplicado durante varios siglos, un número indeterminado de mujeres que fueron condenadas por delito de herejía, blasfemia, adulterio, aborto provocado, otros “actos libidinosos”, magia blanca erótica y algún otro delito padecieron este tormento en sus senos.
Un caso famoso fue el de Ana Pappenheimer (acusada de brujería en Alemania, en 1600), quien después de ser torturada con el instrumento tuvo que sufrir el despellejamiento y rasgamiento de sus carnes; le seccionaron sus pechos y, una vez ensangrentados, fueron dados a comer de manera forzosa a sus hijos, que ya eran mayores.
Otro caso conocido en que se utilizó este método de tortura fue el de Santa Ágata de Catania, en el siglo III, durante la persecución de Decio contra los cristianos.
Además del uso tormentoso, el desgarramiento sirvió también como procedimiento persuasivo inquisitorial y judicial.